# Леслі Карон
Леслі́ Клер Маргарет Каро́н (фр. Leslie Claire Margaret Caron; нар. 1 липня 1931, Булонь-Біянкур) — французька акторка та танцюристка.

## Життєпис
Народилася 1 липня 1931 року у паризькому передмісті Булонь-Біянкур в родині французького хіміка Жана-Клода Карона і американської танцюристки Маргарет Петіт (у 60-річному віці покінчила життя самогубством). Її старший брат Ейморі став хіміком.
У 9-річному віці почала займалася балетом (була однокласницею Бріжіт Бардо в танц-класі Бориса Князєва). В 16 років вступила до балетної трупи Ролана Петі «Ballet des Champs Elysées», де була помічена актором-танцюристом Джином Келлі, що саме шукав заміну Сід Чарісс, яка планувалася на головну роль у фільмі «Американець в Парижі», але на той час через вагітність не могла зніматися. Завдяки цьому випадку нікому не відома француженка від балетного станка одразу потрапила на головну роль у голлівудському мюзиклі. Фільм був надзвичайно успішний, здобув кілька премій Оскар та приніс Карон популярність і семирічний контракт зі студією MGM.
Не менш успішною стала головна роль у музичному фільмі «Лілі» (1953), яка принесла їй премію BAFTA найкращій іноземній кіноакторці та номінацію на премію Оскар найкращій акторці, а також у фільмах-мюзиклах «Кришталевий черевичок» (1955), «Довгоногий батечко» (1955), де її партнером став Фред Астер, та «Жіжі» (1958) за твором Колетт, де зіграла з Луї Журданом та Морісом Шевальє.
1955 року дебютувала на театральній сцені, спільно з Полем Мерісом взявши участь у постановці першої п'єсы Жана Ренуара «Орве», яку він написав 1953 року спеціально для неї.
1962 року зіграла головну роль у британській кінодрамі «Кутова кімната» Браяна Форбса, за яку отримала премію BAFTA найкращій британській акторці та премію Золотий глобус найкращій акторці у драмі, а також другу номінацію на премію Оскар найкращій акторці. 1977 року виконала роль зірки німого кіно Алли Назімової у біографічній драмі Кена Расселла «Валентино» з Рудольфом Нурєєвим у головній ролі.
1967 року була членом журі 5-го Московського кінофестивалю. 1989 року була членом журі 39-го Берлінського кінофестивалю.
1982 року у видавництві «Даблдей» вийшла її збірка оповідань «Помста» (англ. Vengeance). 2009 року у видавництві Viking Press вийшла її автобіографія «Дякуючи небесам: Спогади» (англ. Thank Heaven: A Memoir).
У 1993—2009 роках володіла і керувала готелем і рестораном «La Lucarne aux Chouettes» (Совине гніздо) у містечку Вільнев-сюр-Іонн (приблизно за 130 км на південь від Парижа).
2000 року з'явилася в ролі мадам Адель у фільмі «Шоколад» Лассе Гальстрема. 2006 року зіграла роль жертви згвалтування в одному з епізодів серіалу «Закон і порядок: Спеціальний корпус», за яку наступного року була удостоєна премії Еммі Прайм-тайм як Найкраща запрошена акторка у драматичному телесеріалі.
2009 року отримала іменну зірку на Голлівудській алеї слави. У лютому 2010 року виконувала роль мадам Армфельдт у постановці «Маленька нічна серенада» в паризькому Театрі Шатле, де її партнерами стали Грета Скаккі та Ламбер Вілсон. У 2016—2018 роках зіграла роль графині Мавродакі в шести епізодах серіалу «Даррелли», спродюсованому її сином Крістофером Голлом.
28 червня 2016 року на Міжнародному кінофестивалі у Торонто відбулася прем'єра документального фільму «Леслі Карон: Зірка мимоволі» (англ. Leslie Caron: The Reluctant Star) канадського режисера Ларрі Вайнштейна.

## Особисте життя
Карон тричі була у шлюбі, кожен з яких завершився розлученням:
- 1951—1954 — Джорді Хормел (1928—2006), американський композитор, онук Джорджа А. Хормела, засновника м'ясокомбінату Hormel.
- 1956—1965 — Пітер Голл (1930—2017), британський театральний режисер. У пари народилися двоє дітей — син Крістофер Джон Голл (1957, телепродюсер) та дочка Дженніфер Карон Голл (1958, письменниця, художниця та акторка, у шлюбі зі сценаристом та телепродюсером Гленном Вілгайдом). Причиною розлучення став роман Карон з актором Ворреном Бітті.
- 1969—1980 — Майкл Лафлін (1938—2021), американський режисер та продюсер.

У 1994—1995 роках перебувала у стосунках з нідерландським актором Робертом Волдерсом.

## Фільмографія
| Рік       |     | Українська назва                    | Оригінальна назва                 | Роль                             |
| --------- | --- | ----------------------------------- | --------------------------------- | -------------------------------- |
| 1951      | ф   | Американець у Парижі                | An American in Paris              | Ліз Був'є                        |
| 1951      | ф   | Людина з плащем                     | The Man with a Cloak              | Мадлен Міно                      |
| 1952      | ф   | Алея слави                          | Glory Alley                       | Анджела Еванс                    |
| 1953      | ф   | Лілі                                | Lili                              | Лілі Дор'є                       |
| 1953      | ф   | Три історії кохання                 | The Story of Three Loves          | мадемуазель                      |
| 1955      | ф   | Кришталевий черевичок               | The Glass Slipper                 | Елла                             |
| 1955      | ф   | Довгоногий батечко                  | Daddy Long Legs                   | Жюлі Андре                       |
| 1956      | ф   | Габі                                | Gaby                              | Габі                             |
| 1958      | ф   | Жіжі                                | Gigi                              | Жильбельта (Жіжі)                |
| 1958      | ф   | Дилема доктора                      | The Doctor's Dilemma              | місіс Дюбеда                     |
| 1959      | ф   | Чоловік, який розумів жінок         | The Man Who Understood Women      | Анн Гарантьє                     |
| 1960      | ф   | Аустерліц                           | Austerlitz                        | мадемуазель де Воде              |
| 1960      | ф   | Підземні                            | The Subterraneans                 | Марду Фокс                       |
| 1961      | ф   | Фанні                               | Fanny                             | Фанні                            |
| 1962      | ф   | Гармати темряви                     | Guns of Darkness                  | Клер Джордан                     |
| 1962      | ф   | Кутова кімната                      | The L-Shaped Room                 | Джейн                            |
| 1962      | ф   | Чотири істини                       | Le quattro verità                 | Анні                             |
| 1964      | ф   | Тато гусак                          | Father Goose                      | Катрін                           |
| 1965      | ф   | Дуже незвична послуга               | A Very Special Favor              | доктор Лорен Баллард             |
| 1965      | ф   | Пообіцяй їй що-небудь               | Promise Her Anything              | Мішель О'Браєн                   |
| 1966      | ф   | Чи горить Париж?                    | Paris brûle-t-il?                 | Франсуаза Лабе                   |
| 1967      | ф   | Батько родини                       | Il padre di famiglia              | Паола                            |
| 1970      | ф   | Мадрон                              | Madron                            | сестра Марія                     |
| 1971      | ф   | Чандлер                             | Chandler                          | Кетрін Грегсон                   |
| 1973      | тф  | Карола                              | Carola                            | Карола Янсен                     |
| 1976      | ф   | Сераль                              | Sérail                            | Селеста                          |
| 1976      | ф   | Ніколь                              | Nicole                            | Ніколь                           |
| 1977      | ф   | Чоловік, який любив жінок           | L'homme qui amait les femmes      | Віра                             |
| 1977      | ф   | Валентино                           | Valentino                         | Алла Назімова                    |
| 1978      | с   | Доктор Еріка Вернер                 | Doctor Erica Werner               | Еріка Вернер                     |
| 1979      | ф   | Золота дівчина                      | Goldengirl                        | доктор Семмі Лі                  |
| 1979      | ф   | Всі зірки                           | Tous vedettes                     | Люсіль Берже                     |
| 1980      | тф  | Контракт                            | Kontrakt                          | Пенелопа                         |
| 1981      | ф   | Самотня Шанель                      | Chanel Solitaire                  | епізод                           |
| 1981      | тф  | Синій птах                          | L'oiseau blue                     | Ніч                              |
| 1982      | тф  | Недосяжне                           | Die Unerreichbare                 | Клаудія                          |
| 1982      | ф   | Імператив                           | Imperativ                         | мати                             |
| 1982      | с   | Невигадані історії                  | Tales of the Unexpected           | Наталі Вареллі                   |
| 1984      | с   | Інтриганка                          | Master of the Game                | Соланж Дюна, гувернантка         |
| 1984      | ф   | Діагональ слона                     | La diagonale de fou               | Геня Лібскінд                    |
| 1986      | с   | Човен кохання                       | The Love Boat                     | місіс Дюваль                     |
| 1987      | с   | Соколине гніздо                     | Falcon Crest                      | Ніколь Соге                      |
| 1988      | тф  | Ленін. Поїзд                        | Lenin. The Train                  | Надія Крупська                   |
| 1988      | тф  | Чоловік, який жив у «Ріц»           | The Man Who Lived at the Ritz     | Коко Шанель                      |
| 1990      | ф   | Гора мужності                       | Courage Mountain                  | Джейн Гіларі                     |
| 1992      | ф   | Воїни і полонені                    | Guerriers et captives             | мадам Івонн                      |
| 1992      | ф   | Шкода                               | Damage                            | Елізабет Прідо                   |
| 1995      | ф   | Облиште жарти                       | Funny Bones                       | Кеті Паркер                      |
| 1995      | ф   | Нехай це буду я                     | Let It Be Me                      | Маргеріт                         |
| 1996      | с   | Перстень                            | The Ring                          | мадам де Сен-Марн                |
| 1996      | док | Перша світова війна: 1914—1918      | The Great War: 1914—1918          | імператриця Олександра Федорівна |
| 1996      | тф  | Остання з блондинок-красунь         | The Last of the Blonde Bombshells | Мадлен                           |
| 1999      | тф  | Рифи                                | The Reef                          | Режин де Шантельє                |
| 2000      | ф   | Шоколад                             | Chocolat                          | мадам Адель                      |
| 2001      | тф  | Вбивство у Східному експресі        | Murder on the Orient Express      | сеньйора Ніна Альварадо          |
| 2003      | ф   | Розлучення                          | Le Divorse                        | Сюзанна де Персан                |
| 2006      | с   | Закон і порядок: Спеціальний корпус | Law & Order: Special Victims Unit | Лоррейн Дельмас                  |
| 2013      | с   | Джо                                 | Jo                                | Жозетт Ленуар                    |
| 2016—2018 | с   | Даррелли                            | The Durrells                      | графиня Мавродакі                |
| 2017      | кф  | Ідеальний вік                       | The Perfect Age                   | Маргеріт                         |
| 2020      | тф  | Написано на воді                    | Written on Water                  | Полін                            |

## Нагороди та номінації
Оскар
- 1954 — Номінація на найкращу акторку (Лілі).
- 1964 — Номінація на найкращу акторку (Кутова кімната).

Золотий глобус
- 1959 — Номінація на найкращу акторку у комедії або мюзиклі (Жіжі).
- 1962 — Номінація на найкращу акторку у драмі (Фанні).
- 1964 — Найкраща акторка у драмі (Кутова кімната).

BAFTA
- 1954 — Найкраща іноземна акторка (Лілі).
- 1963 — Найкраща британська акторка (Кутова кімната).

Еммі (Прайм-тайм)
- 2007 — Найкраща запрошена акторка у драматичному телесеріалі (Закон і порядок: Спеціальний корпус).

## Відзнаки
- 1997 — Орден «За заслуги» (Франція) офіцерського ступеня[12].
- 2013 — Орден Почесного легіону командорського ступеня; офіцер (2004); кавалер (1992)[13][14][15].
- 2019 — Орден Мистецтв та літератури командорського ступеня[16].

## Галерея

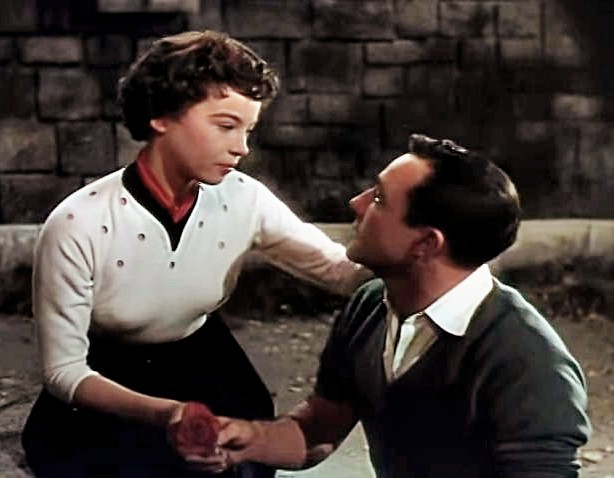
Леслі Карон і Джин Келлі у фільмі «Американець в Парижі» (1951)
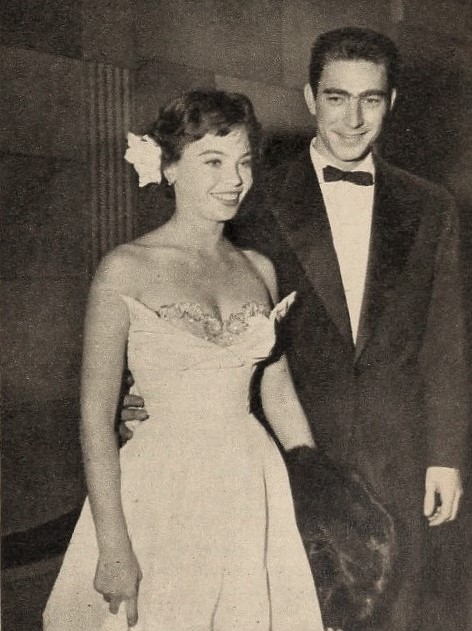
Весілля Леслі Карон і Джорді Хормела у вересні 1951 року
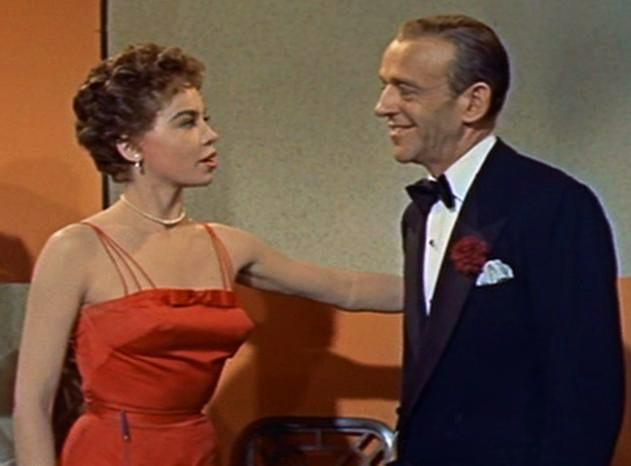
Леслі Карон і Фред Астер у фільмі «Довгоногий батечко» (1955)
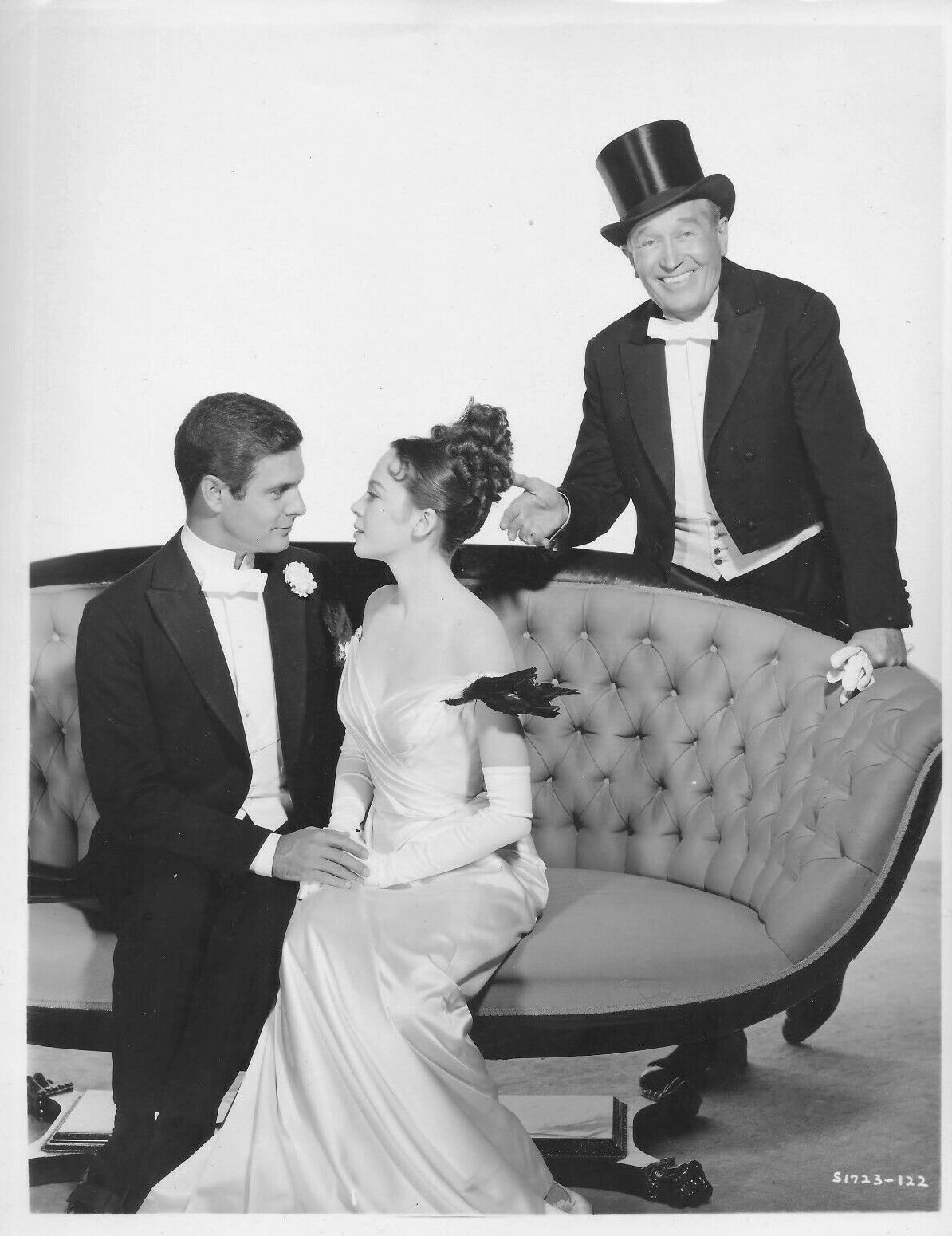
Леслі Карон, Луї Журдан та Моріс Шевальє на зйомках фільму «Жіжі» (1958)
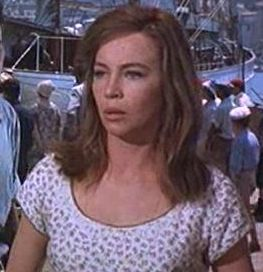
Леслі Карон у фільмі «Фанні» (1961)
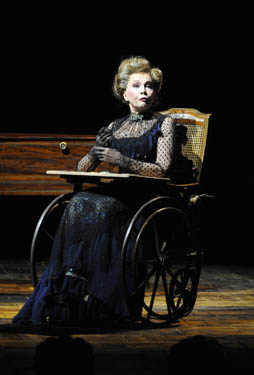
Леслі Карон у постановці «Маленька нічна серенада» (2010)
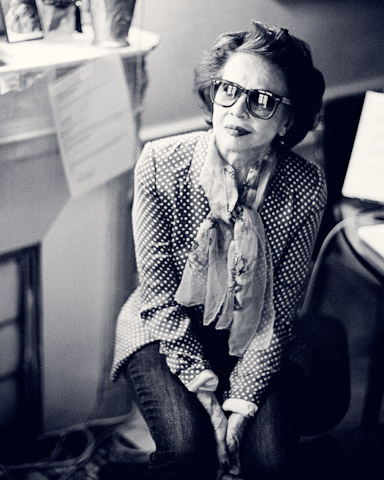
Леслі Карон у 2012 році